# Roelof Koets
Roelof Koets (Haarlem 1592-93 - Haarlem 1655) est un peintre de l'Âge d'or de la peinture néerlandaise, spécialiste des natures mortes.
Roelof Koets a travaillé avec Pieter Claesz pour qui il remplissait la moitié du tableau de fruits et de feuilles de vigne, y plaçait une corbeille, etc. Dans ce cas, les artistes signaient tous les deux. Il a également travaillé avec Jan Jansz van de Velde III.
Roelof Koets a été influencé par Floris van Dyck et influença à son tour des peintres comme Floris van Schooten.